# محمد در فرهنگ و ادبیات اسلامی
برخلاف ادیان مسیحیت و بودیسم، که عمده هنرهای مذهبی آنان شمایلی (iconic) است، هنرهای اسلامی به‌طور اکید، غیر شمایلی (aniconic) بوده و مسلمانان از به تصویر کشیدن خداوند و محمد، منع شده‌اند.

## تصویرگری
با وجود علاقه شدید مسلمانان به محمد اما هیچگونه تصویر معتبر و حتی منسوب به محمد از زمان نزدیک به وی و حتی از هیچ‌یک از خلفاء یا امامان شیعیان و بلکه بزرگان و دانشمندان مسلمانان از قرون اولیه اسلام در دست نیست. تعداد اندکی تصویر منسوب به آن زمان نیز به قلم نقاشان غیر مسلمان ثبت شده‌است. اما در فاصله بین قرنهای ۱۴–۸ ه. ق، هنر تصویرگری چهره محمد، به صورت بازتابی از صحنه‌های ادب فارسی، تفاسیر برگرفته از قران و داستان پیامبران در نسخه‌های مصور جامع‌التواریخ، آثارالباقیه، قصص‌الانبیاء، خاوران‌نامه، معراج‌نامه، مهر و مشتری عصار، خمسه نظامی (مخزن‌الاسرار)، هفت اورنگ جامی (خردنامه اسکندری)، حمله حیدری، دیوان امیرعلی شیر نوایی تا نقاشی‌های دیواری تکایا، سقاخانه‌ها، امامزاده‌ها و دیگر اماکن مردمی در دوران متاخرتر، در ایران زمین سر برآورده و در خور توجه بوده‌است که بدون تردید نمونه‌های بازمانده و شناخته‌شده نخستین آن، در «مجالس نسخه‌های خطی و مصور عهد ایلخانان مغول»، بنیانی محکم داشته و با توجه سلاطین و امرای ایلخانی مغول چون غازان‌خان، الجایتو و ابوسعیدخان ایلخانی به تشیع و اسلام آوردن آنان نخستین تصاویر دینی در ارتباط با زندگی پیامبر اسلام و توصیف معراج او با حمایت فرمانروایان مغول و وزیر و تاریخ‌نگار ایرانی سده هشتم هجری، «رشیدالدین همدانی» صورت پذیرفت.
از قدیمی‌ترین تصاویر می‌توان به نسخه‌های متعدد از کتاب جامع‌التواریخ رشیدالدین اشاره کرد که در میان ۸ نگاره‌ای که در نسخه دانشگاه ادینبورگ از این اثر موجود است، موضوعات زندگی محمد همچون تولد او (در میان فرشتگان)، بحیرای راهب، دریافت وحی از جبرئیل، نزول کتاب آسمانی و به روایتی معراج محمد از اهمیت شایانی برخوردار است. در تمام این نگاره‌ها، محمد با سیمایی آرام و متفکرانه بدون پوشش بر صورت یا هاله‌ای بر دور سر و با قامتی لاغر و بلند مصور شده‌است و همانند دیگر اشخاص صحنه نقاشی شده، با پوشش و چهره‌نگاری رایج و متناسب با مکتب شهری و به نوعی فاقد شخصیت فردی نمایان شده‌است.
پس از این آثار نخستین، نسخه مصور آثارالباقیه از ابوریحان بیرونی به شماره arab۱۶۱ محفوظ در کتابخانه دانشگاه ادینبورگ (۷۰۹–۷۰۸ ه. ق) در روزگار ایلخانان و با بهره‌گیری از عناصر هنری چین و هنر مسیحی شرقی و نمونه‌های سنتی نقاشی ایران همچون نسخه جامع‌التواریخ استنساخ و مصور شده‌است. چهره محمد در این نسخه، اغلب به منظور تأکید بر قدرت معنوی و روحانی او با ویژگی‌هایی چون هاله دایره‌وار بر سر و گاه بزرگتر از اندازه متعارف، تصویر گشته‌است و صحنه‌هایی چون حجت‌الوداع و موعظه در میان مردم، صحنه غدیر خم و مجلس جانشینی پیامبر، از موضوعات برگزیده نقاشی‌های این نسخه‌است که محمد را با پوششی متفاوت و نمادین در جهت تمایز او با قرار گرفتن هاله سر و با رنگ جامگان و عبای بلند تیره رنگ (در غدیر خم) نشان می‌دهد.
اثر دیگر در زمینه چهره‌نگاری و تصویرگری پیکر محمد، نسخه مصور معراج‌نامه احمد موسی تهیه شده در عهد سلطنت سلطان ابوسعیدخان ایلخانی، محفوظ در کاخ توپقاپی استانبول است که آرایش عناصر تصویری و تزئینی همراه با سنت هنر شرق به ویژه نقاشی کلیساهای مسیحی، هنر چین در پیوند با سنت هنر ساسانی ارائه شده‌است. چهره محمد در ۱۰ نگاره از نسخه مزبور با عمامه سفید و ظریف بر سر، هاله‌ای زرین و دایره‌وار بر گرد سر با تزئینات خطی پیرامون آن، گیسوان آویخته در طرفین شانه‌ها و جامه‌ای آبی رنگ که سراسر بدن وی را پوشانیده، در مجالس این نسخه به تصویر درآمده‌است. علاوه بر چند نگاره این نسخه که محمد بر دوش جبرئیل و میان بالهای گسترده او همچون شناوری در آسمان شگفتی‌های عالم غیب را مشاهده می‌کند نمونه گرانبهای دیگر این نسخه نگاره‌ای است از پیامبر که در آن او در حال توصیف شمایل بیت‌المقدس (یا مسجدالاقصی)، ستونها و محرابه‌های آن جهت آگاه نمودن قریش، یاران و ناباوران به تصویر درآمده‌است و تمام پیکر او میان انبوهی از نور مقدس طلایی رنگ نمایش داده شده و عبایش از سر وی تا سراسر پیکر را به رنگ تیره پوشانیده و با نمونه‌های نگاره‌های پیشین نسخه یادشده تفاوت آشکار دارد.
در دورانهای بعد از قرن ۸ ه‍.ق تمثال محمد به ویژه در صحنه‌های معراج، اغلب با ردایی بلند بر تن (متمایل به رنگ سبز- آبی) و سبز پسته‌ای، شالی بر کمر، عمامه سفید بر سر (با تنوع در اندازه‌های آن) گیسوان بافته بلند و تیره رنگ در طرفین شانه‌ها مشاهده می‌شود و جزئیات بارز در چهره‌پردازی وام گرفته از نقاشی آسیای مرکزی و هنر ایران باستان، با پرداختی دقیق همراه با نمایش حالات درونی در روحیه وی نمایان شده‌است.

## در ادبیات
بنابر یک سنت ادبی به ویژه در آثار فارسی‌گویان و شعرای متصوف، پیوسته در ابتدای دیوانهای خطی با مضامین حماسی، عرفانی، تغزلی و حکایات اخلاقی در سرآغاز بسیاری از نسخه‌های منظوم و منثور و مصور شاعرانی چون فردوسی، نظامی، امیر خسرو دهلوی، عصار تبریزی، ابن حسام، سعدی، امیر علی شیر نوایی، جامی و دیگر شاعران متصوف ایران، مدح و ستایش خداوند و نعت محمد و معراج او ضمن برشمردن فضائل و معجزات او ملاحظه می‌شود. معراج محمد به ویژه در روزگار تیموریان و صفویان تا عهد قاجار، راه تکامل پیمود و به صورت یک سبک سنتی دینی مورد توجه هنرمندان قرار گرفت و در بسیاری از برگهای الصاقی مجموعه‌ها و گلچین اشعار سده نهم هجری قمری، صحنه‌های به معراج رفتن او به تصویر کشیده شد. در اغلب این نگارگریها، محمد سوار بر مرکب استثنائی خویش (براق) در مرکز صحنه با جامه‌ای بلند، شالی بر کمر، عمامه‌ای بر سر، گیسوان بلند بافته و ریش تزئین یافته، در حالی که دستهای خویش را در حالت سپاس و نیایش به سوی آسمان گرفته مشاهده می‌شود. فرشتگان نیز در این نوع نگارگریها، چون نمونه‌های تصویر هنر ساسانی و نقاشی کلیساهای مسیحی شرقی با انوار زرین مجمرهای ظریف جهت نورافشانی و گلاب پاشی در دست به سوی پیکر مواج او در آسمان حضور دارند.
در یکی ازسفارشات شاهنامه در عهد تیموریان و دوران سلطنت شاهرخ میرزا (چهارمین پسر تیمور گورکانی)، معراج‌نامه پرآوازه‌ای مشهور به معراج‌نامه میرحیدر وجود دارد که حدود یک قرن بعد از معراج‌نامه احمد موسی در شهر هرات حدود سال ۸۴۰ ه‍.ق مصور شده‌است و اکنون در کتابخانه ملی پاریس نگاهداری می‌شود که در مضامین آن توجه به اهمیت هنر بودایی، نقاشی چین، عناصر سبک مغولی با در هم آمیختگی نقاشی ایران در مکتب هرات، به‌همراه تفکر و بینش اسلامی در عروج محمد، آشکار است و پیکر او در سراسر نگاره‌های این نسخه، بدون پوشش بر صورت، با عمامه سفید بر سر که بخشی از آن بر گرد صورت او آذین شده، سیمایی جوان، چشمان گویا و کشیده رو به بالا در جامه‌ای بلند و سبزرنگ بدون تزئینات، علاوه بر بیان حالات هیجان و حیرت از مشاهدات عالم غیب ملاحظه می‌شود.
گرایش‌های مذهبی و تعصبات شیعیان در جریان فرقه گرایی عصر صفویان و رسمی شدن شیعه توسط شاه اسماعیل اول موجب ورود عوامل تصویری جدیدی در نگارگری‌های مربوط به پیکر محمد گشت و چهره او با نقاب (برقع) از پیشانی تا زیر چانه پوشانیده و در نمایش حالت و اندازه عمامه او تغییراتی پدید آمد.

## امروزه
امروزه نیز مسلمانان با هرگونه تصویری که در آن چهره مشخصی از محمد ترسیم شده‌باشد مخالفت می‌نمایند تا مبادا آن شمایل موجب وهن و بی‌احترامی گردد. بسیاری از آنان همین حساسیت را نسبت به خلفا و صحابی، اما شیعیان تنها نسبت به پیامبر و معصومین خود دارند.
بسیاری دلیل دوری مسلمانان از هرگونه صورتگری و مجسمه‌سازی را روایات و سفارشاتی می‌دانند که ایشان را منع نموده‌است و برخی نیز علت حرمت پیکرتراشی در آن زمان را دوری از مظاهر بت‌پرستی و شرک می‌دانند
اما این بدان معنا نیست که محمد در هنرهای اسلامی به اشکال دیگری حضور ندارد، اسامی او، به خصوص نام «محمد»، به صورت خوشنویسی در همه‌جای دنیای اسلام و به‌خصوص در مساجد باشکوه امپراتوری عثمانی، به‌چشم می‌خورد. همچنین مینیاتورهای پارسی، ترکی و مغولی بسیاری با سبکهای خاص، وجود دارد که پیکر محمد در آن‌ها ترسیم گشته اما صورت او اغلب مخفی یا محو و در هاله‌ای از نور ترسیم گردیده‌است.